# هيلين باول
هيلين باول (بالإنجليزية: Helen Paul)‏ هي مغنية نيجيرية، ولدت في القرن العشرين في لاغوس في نيجيريا.